# Каллимах (скульптор)
Каллимах (др.-греч. Καλλίμαχος) — древнегреческий торевт («золотых дел мастер»), живописец и скульптор аттической школы второй половины V века до н. э.. Каллимах («Прекрасный боец») — распространённое греческое имя. В древних Афинах было известно, как минимум, четыре художника под этим именем.
Каллимах из Афин (или Коринфа) — мастер, наиболее известный по письменным источникам, — по словам Павсания является автором «золотого светильника перед статуей в храме Афины» (Эрехтейоне) на афинском Акрополе:

 Сделанный из меди ствол финикового дерева, устроенный над лампадой и доходящий до крыши, вытягивает копоть наружу. Каллимах, сделавший эту лампаду, далеко опередивший первейших художников в данном искусстве, настолько превосходил всех их по изобретательности в технике, что первый стал буравить мрамор и за это присвоил себе, а может быть получил от других, имя «вечно совершенствующегося художника» 
Примерно то же сообщает об этом мастере Плиний Старший (Естественная история; XXXIV, 92). Павсаний также упоминает (IX, II, 7), что в храме Геры в Платеях (Беотия) находилась скульптура сидящей богини из пентелийского мрамора, а также «Танцующие лаконянки». Прозвание мастера «Кататекситехнос» (др.-греч. Κατατηξιτεχνος) переводят по-разному: «растрачивающий своё искусство на мелочи, мелочёвщик, плавильщик» либо «внимательный к мелочам», при этом неясен положительный или отрицательный оттенок такого определения.
По свидетельству Витрувия, именно Каллимаху принадлежит честь изобретения капители колонны коринфского ордера. По его рассказу мастер Каллимах, прогуливаясь в окрестностях Коринфа, набрёл на могильный холм «одной девушки, гражданки Коринфа», который украшала, согласно погребальному обычаю бедных людей, простая ивовая «корзинка с вещицами», накрытая сверху черепицей. Сквозь прутья корзины со временем проросли листья аканта и образовали нечто вроде букета. Каллимах, «восхищённый новизною вида и формы», сделал для коринфян «несколько колонн по этому образцу, определил их соразмерность и установил с этого времени правила для построек коринфского ордера».
Б. Р. Виппер в капитальной монографии «Искусство Древней Греции» отмечал характерное для античности широкое и целостное понимание искусства без произошедшего позднее разделения на ювелирное дело, ремёсла, скульптуру и живопись (хотя специализация мастеров также очевидна) и то, что ещё одно прозвание Каллимаха (либо интерпретация предыдущего): «искрошитель искусства» связано с изобретением им нового инструмента — бурава для мрамора. Применение этого инструмента для обработки мелких деталей, а также «рафинированное изящество», «тщательность в обработке поверхности», утончённость и, одновременно, «прямое сочетание примитивизма и вычурности», «привкус стилизации и архаизации» свидетельствуют по мнению Виппера об относительно позднем, кризисном периоде развития древнегреческой скульптуры, а также о некотором возвращении в лице Каллимаха к архаизирующим традициям в искусстве «после Фидия».
Свою первую капитель коринфского ордера мастер Каллимах, скорее всего, сделал из бронзы. Вероятно, также из бронзы Каллимах выполнил своих «Танцующих лаконянок» и «Менад», причём стилизуя ранее прославленные скульптуры других мастеров. Подобную атрибуцию впервые выдвинул Адольф Фуртвенглер. Дошедшие до нашего времени реплики этих рельефов выполнены из мрамора, естественно, с отступлением в мелких деталях.
Большинство историков античного искусства считают также, что бронзовый оригинал знаменитой статуи «Афродиты в садах» (сохранились только реплики в мраморе) также создал в 420—410 годах до н. э. скульптор Каллимах. В наше время эта прославленная скульптура известна под названием «Венера Прародительница».

## Галерея

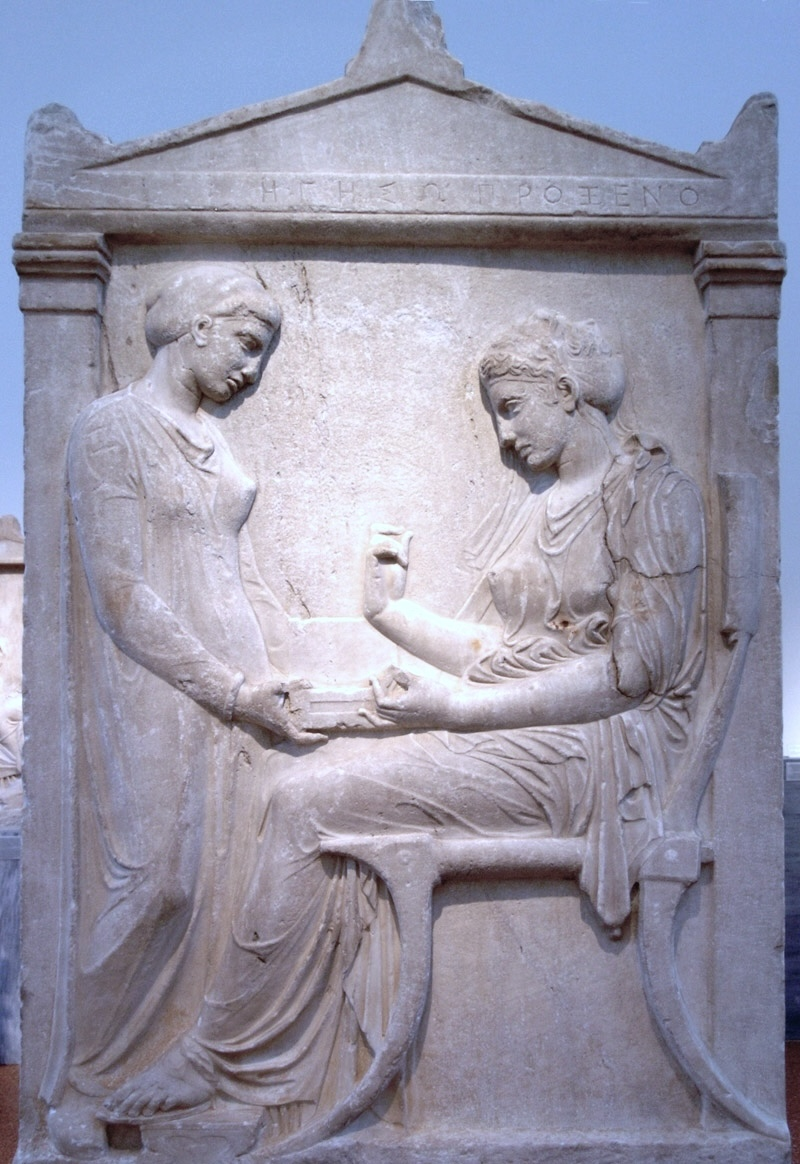
Стела (Надгробие) Гегесо. Ок. 410 г. до н. э. Мрамор. Национальный археологический музей, Афины
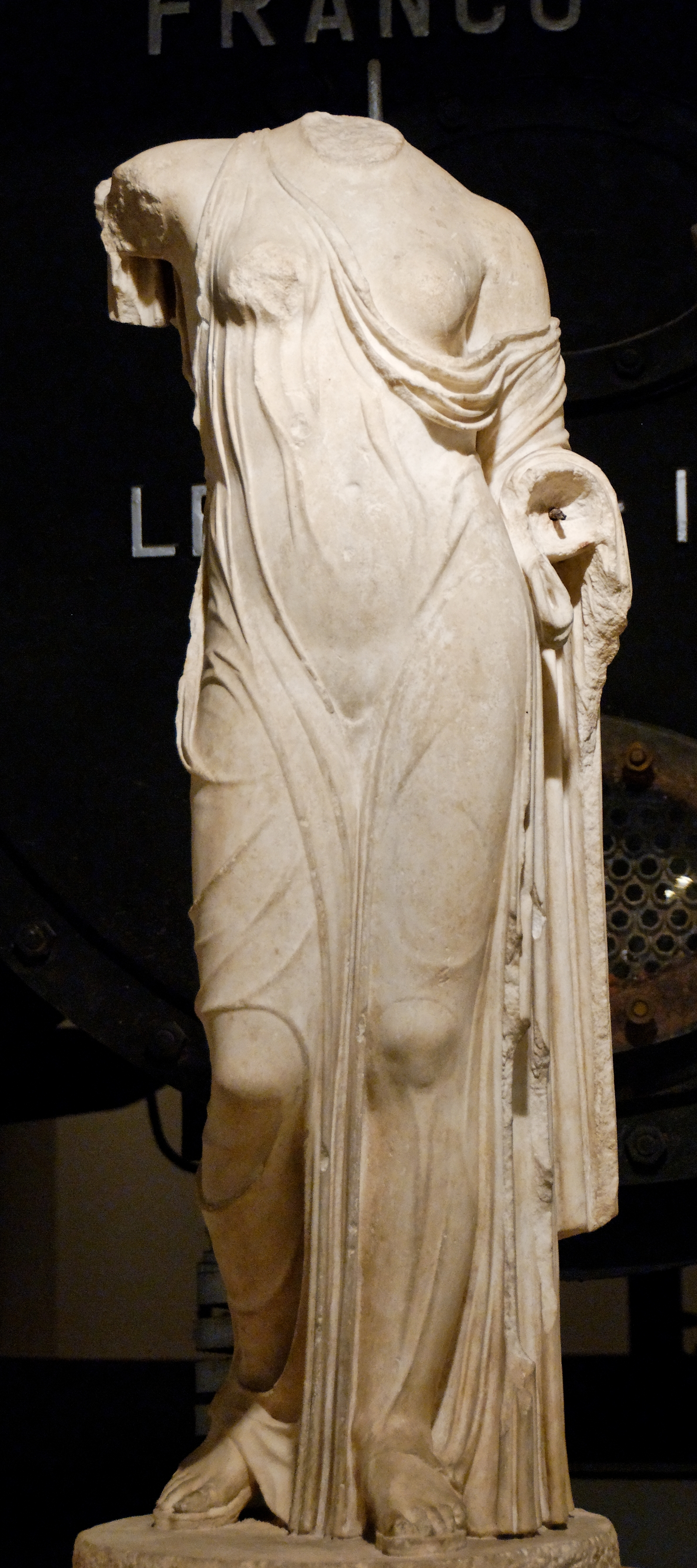
Венера Прародительница. Нач. I века н. э. Мрамор. Музей Чентрале Монтемартини, Рим
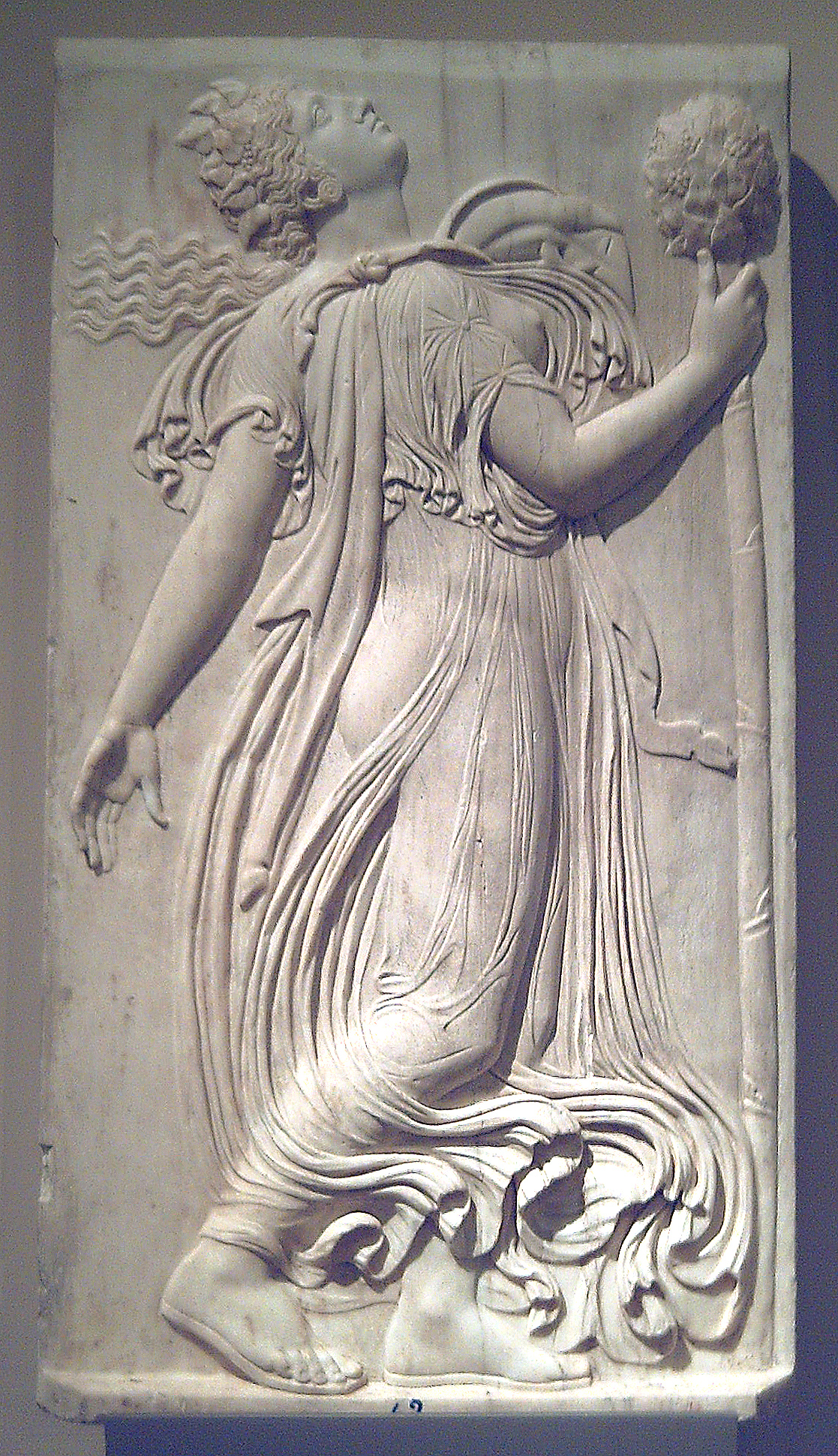
Менада. Между 120 и 140 н. э. Мрамор. Прадо, Мадрид
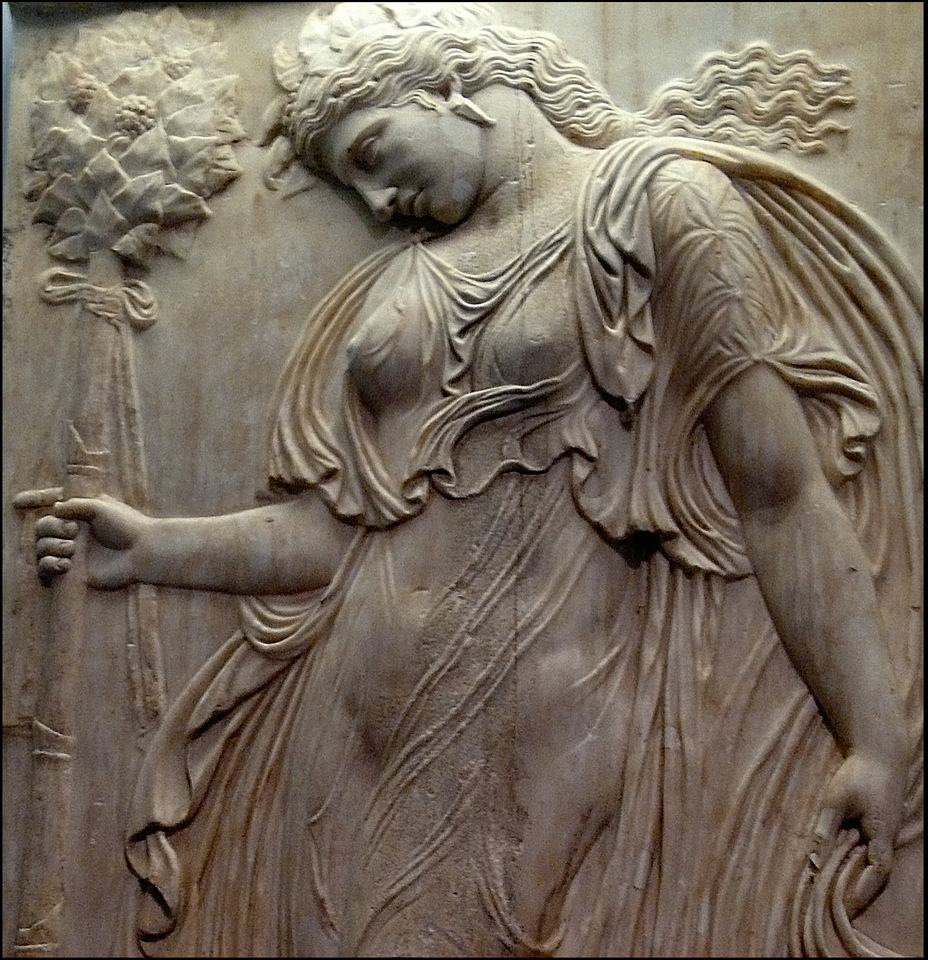
Менада, держащая тирс. Римская школа. Между 120 и 140 н. э. Мрамор. Прадо, Мадрид
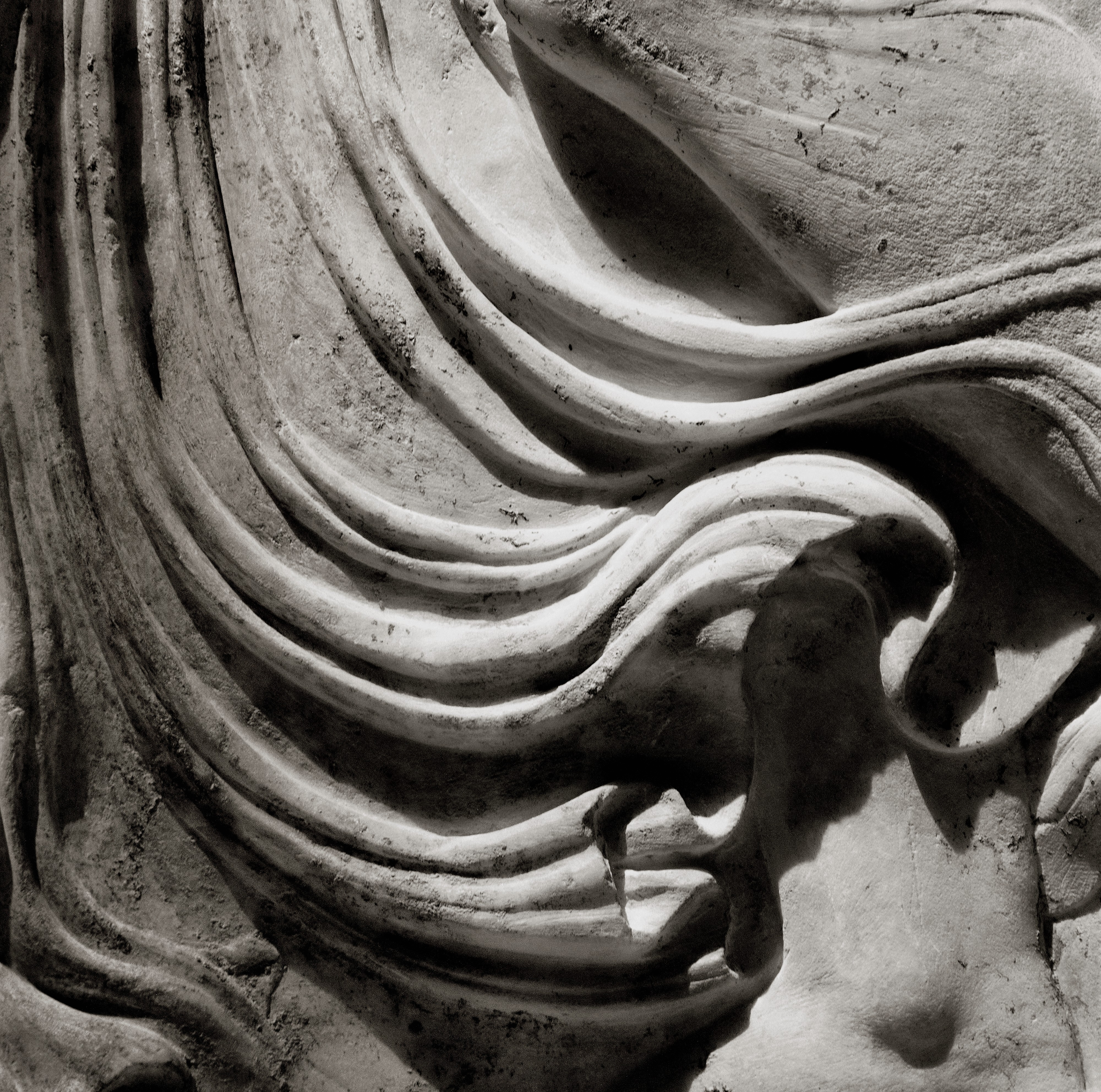
Деталь рельефа
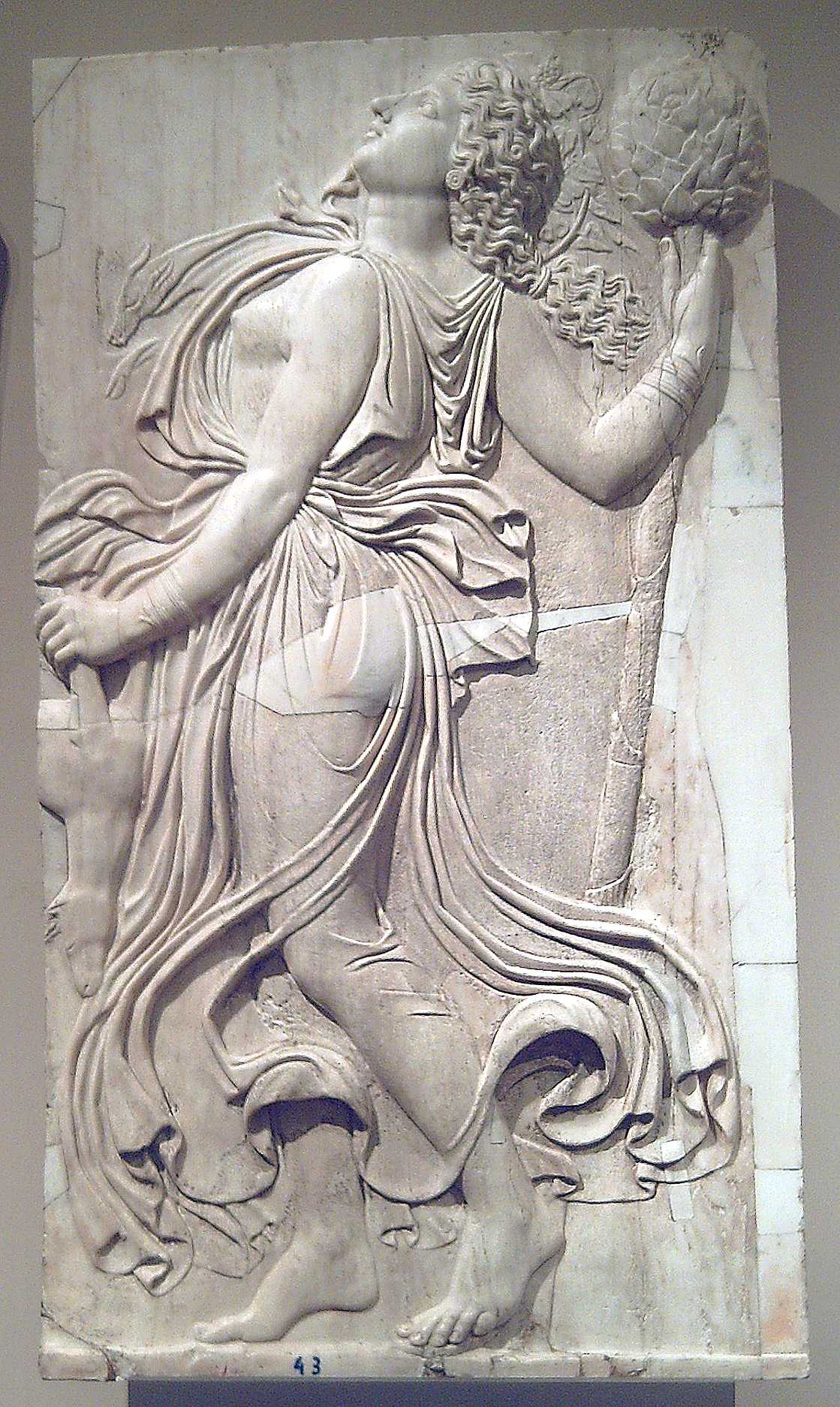
Менада с тирсом. Между 120 и 140 н. э. Мрамор. Прадо, Мадрид
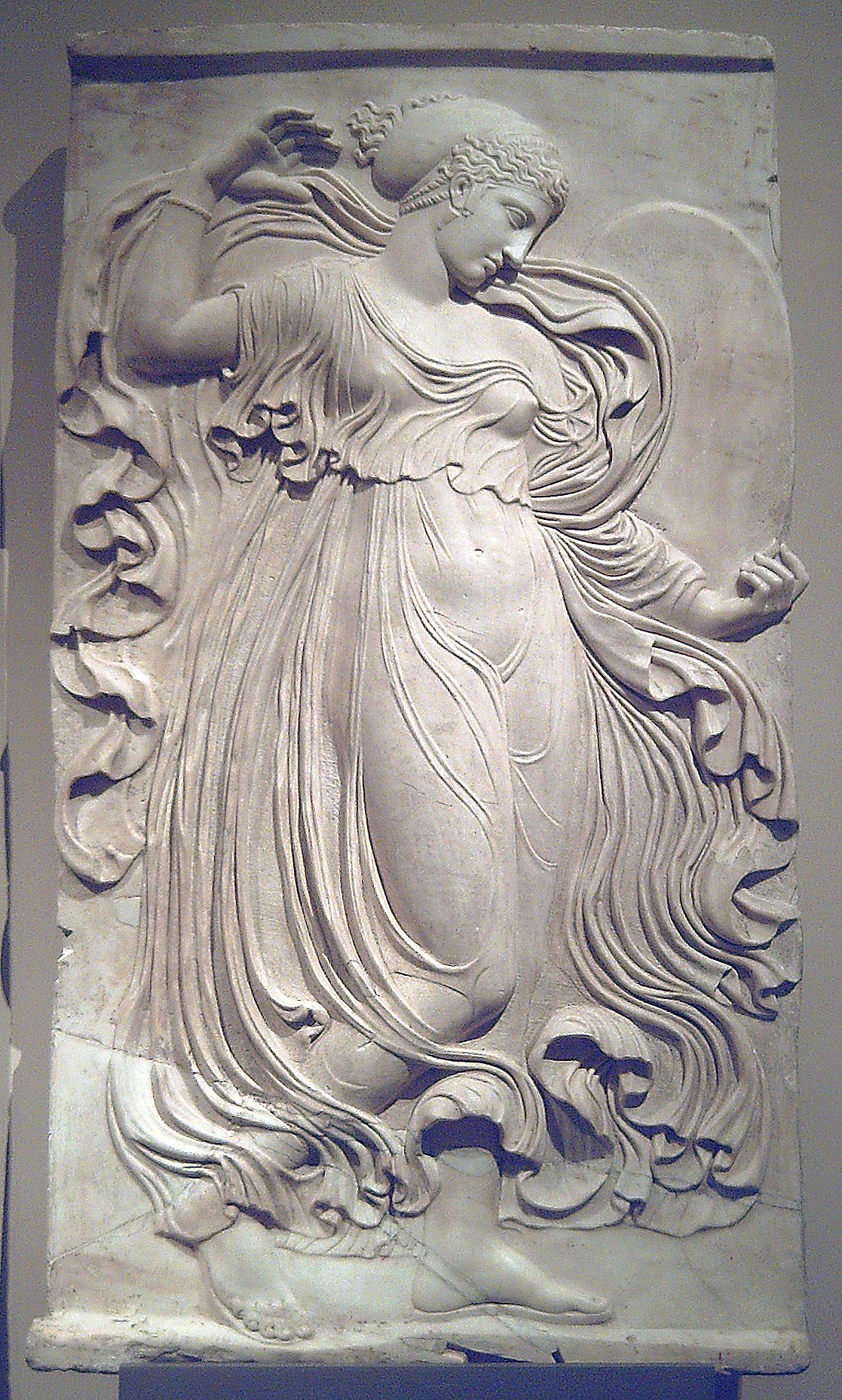
Танцующая Менада. Римская реплика греческого оригинала. Между 120 и 140 н. э. Мрамор. Прадо, Мадрид
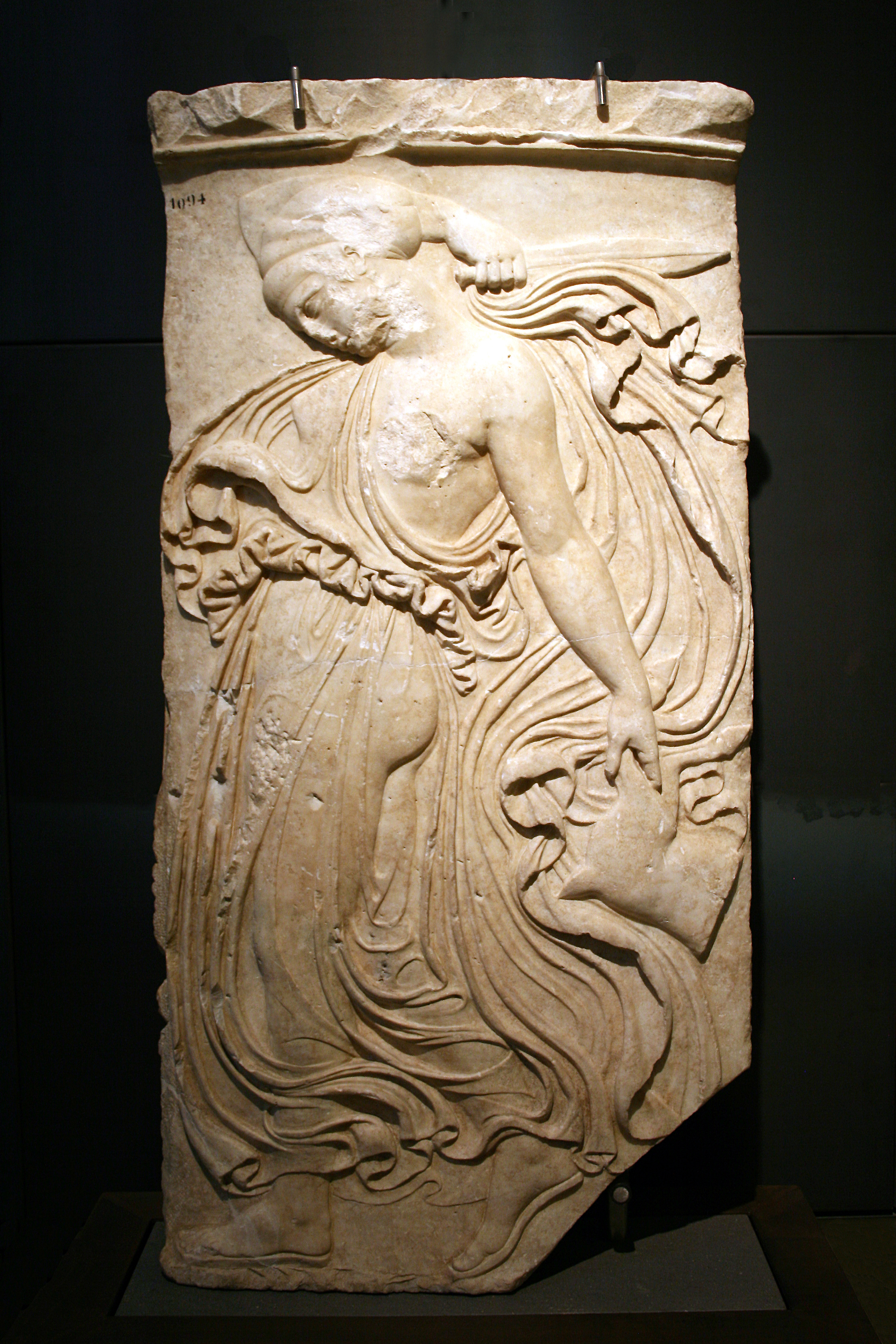
Танцующая менада. Неоаттическая школа. Между 120 и 140 н. э. Мрамор. Капитолийские музеи, Рим